# Arrows of the Thunder Dragon
Pour plus de détails, voir Fiche technique et Distribution.
Arrows of the Thunder Dragon est un film dramatique australien écrit et réalisé par Greg Sneddon et sorti en 2015. Le film est coproduit par le Bhoutan où il a été tourné.
Le film est sélectionné comme entrée australienne pour l'Oscar du meilleur film en langue étrangère à la 88e cérémonie des Oscars qui s'est déroulée en 2016.

## Distribution
- Tshering Zangmo : Jamyang (comme Zam)
- Kandu : Sangay
- Tandin Phub :
- Shacha :
- Sonam Tshomo :
- Karma Yangchen :
- Tshering Zam : Jamyang